# Mount Gharat
Mount Gharat (Mount Garat, Mount Garet) – aktywny wulkan, najwyższy szczyt (797 m n.p.m.) wyspy Gaua wchodzącej w skład Wysp Banksa, położonych w północnej części Vanuatu. Szczyt znajduje się w środkowej części wyspy. Otacza go kaldera o wymiarach 6 km na 9 km, którą wypełniają wody jeziora Letas o charakterystycznym kształcie półksiężyca.
Aktywność wulkanu, po okresie uśpienia, rozpoczęła się w 1962. Ostatnia erupcja miała miejsce w 2010.

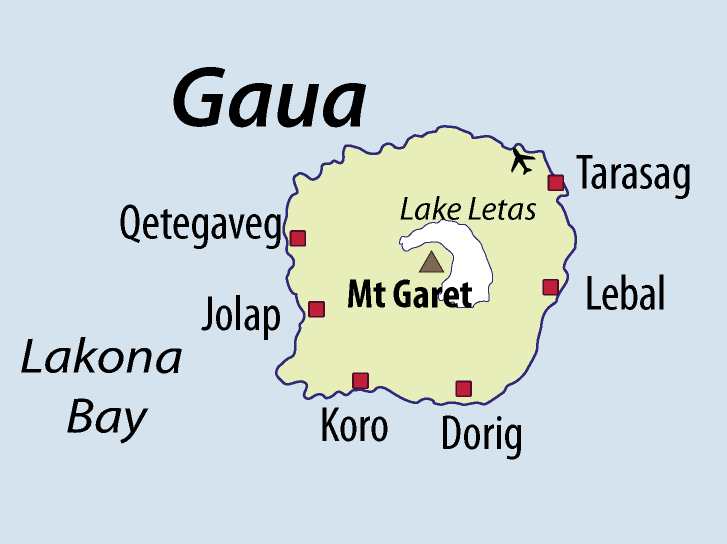
Mapa wyspy Gaua z wulkanem Mount Gharat